# (117736) Sherrod
(117736) Sherrod est un astéroïde de la ceinture principale.

## Description
(117736) Sherrod est un astéroïde de la ceinture principale. Il fut découvert le 4 avril 2005 à Vicques par Michel Ory. Il présente une orbite caractérisée par un demi-grand axe de 2,71 UA, une excentricité de 0,10 et une inclinaison de 16,6° par rapport à l'écliptique.

## Compléments